# SpiralScouts International
SpiralScouts International est une organisation américaine pour les enfants dont la foi est proche du néo-paganisme, bien qu'il soit ouvert à toutes les croyances, ou aux non-croyants. 
Elle fut créée en 1999 dans le cadre d'un programme pour enfant à l'Aquarian Tabernacle Church (en) de Washington D.C. L'Aquarian Tabernacle Church sponsorisa le programme et aida à sa croissance après que Boy Scouts of America ait refusé de reconnaitre la religion wiccane dans ses programmes.  

## Historique
Le programme de l'organisation fut créé en 1999 à l'Aquarian Tabernacle Church (en) (ATC). Le leader du mouvement était alors Heather Osterman. Après avoir fait de la publicité pour son mouvement par le biais d'Internet, il étendit le mouvement à l'international en 2001. Le premier comité de direction international regroupait 500 personnes, qui communiquaient essentiellement par le biais d'internet ; depuis 2001, le programme concerne un nombre toujours plus important de membres.